# Wladimir Sergejewitsch Galusin
Wladimir Sergejewitsch Galusin (russisch Владимир Сергеевич Галузин; * 6. August 1988 in Gorki, Russische SFSR) ist ein russischer Eishockeyspieler, der seit Juli 2020 bei Neftechimik Nischnekamsk aus der Kontinentalen Hockey-Liga unter Vertrag steht.  

## Karriere
Wladimir Galusin begann seine Karriere als Eishockeyspieler in seiner Heimatstadt in der Nachwuchsabteilung von Torpedo Nischni Nowgorod, für dessen zweite Mannschaft er zunächst in der Saison 2005/06 in der drittklassigen Perwaja Liga aktiv war. Dort gelangen ihm in 64 Spielen 20 Scorerpunkte, davon zwölf Tore, woraufhin er in der Saison 2006/07 sein Debüt für Torpedos Profimannschaft in der Wysschaja Liga, der zweiten russischen Spielklasse, gab und mit seiner Mannschaft auf Anhieb als Zweitligameister in die Superliga aufstieg. In dieser erzielte er in der Saison 2007/08 in 16 Spielen ein Tor. 
Seit der Saison 2008/09 steht Galusin für Torpedo Nischni Nowgorod in der neu gegründeten Kontinentalen Hockey-Liga auf dem Eis. In der Saison 2009/10 spielte er parallel für die Juniorenmannschaft seines Vereins in der erstmals ausgetragenen multinationalen Nachwuchsliga Molodjoschnaja Chokkeinaja Liga. In der Saison 2010/11 kam er hauptsächlich für den HK Sarow in der neuen zweiten Spielklasse, der Wysschaja Hockey-Liga, zum Einsatz und erzielte für die Mannschaft in 41 Spielen 23 Scorerpunkte, davon sieben Tore. 
In den folgenden Spieljahren gehörte er ununterbrochen zum Spielerkader von Torpedo Nischni Nowgorod. Im Mai 2019 wurde er zusammen mit zwei weiteren Torpedo-Spielern vom HK Metallurg Magnitogorsk verpflichtet, verließ den Verein aber im Dezember 2019 wieder und wurde vom Ak Bars Kasan verpflichtet. Ein halbes Jahr später wurde Galusin vom Neftechimik Nischnekamsk unter Vertrag genommen.

## Erfolge und Auszeichnungen
- 2007 Meister der Wysschaja Liga und Aufstieg in die Superliga mit Torpedo Nischni Nowgorod

## KHL-Statistik
(Stand: Ende der Saison 2018/19)